# Sokolinaja Gora (anello centrale di Mosca)
Sokolinaja Gora (in russo Соколиная Гора?) è una stazione dell'anello centrale di Mosca inaugurata nel 2016 che serve il quartiere omonimo.
Nel 2017 il traffico passeggeri si attestava intorno agli 8.000 utenti quotidiani.